# نهائي كأس الكؤوس الأوروبية 1974
نهائي كأس الكؤوس الأوروبية 1974 هي المباراة النهائية من منافسة كأس الكؤوس الأوروبية 1973–74، أقيمت المباراة في 8 مايو 1974، في ملعب دي كويب، بين فريقي نادي ماغديبورغ، وإيه سي ميلان، وفاز فيها نادي ماغديبورغ، بعد أن هزم إيه سي ميلان، بنتيجة 2 - 0، وكان حكم المباراة Arie van Gemert ‏.

## تفاصيل المباراة
لعبت المباراة النهائية في 8 مايو 1974.
| نادي ماغديبورغ | 2 -0 | إيه سي ميلان |
| -------------- | ---- | ------------ |
|                |      |              |